# Al-Mumtahina

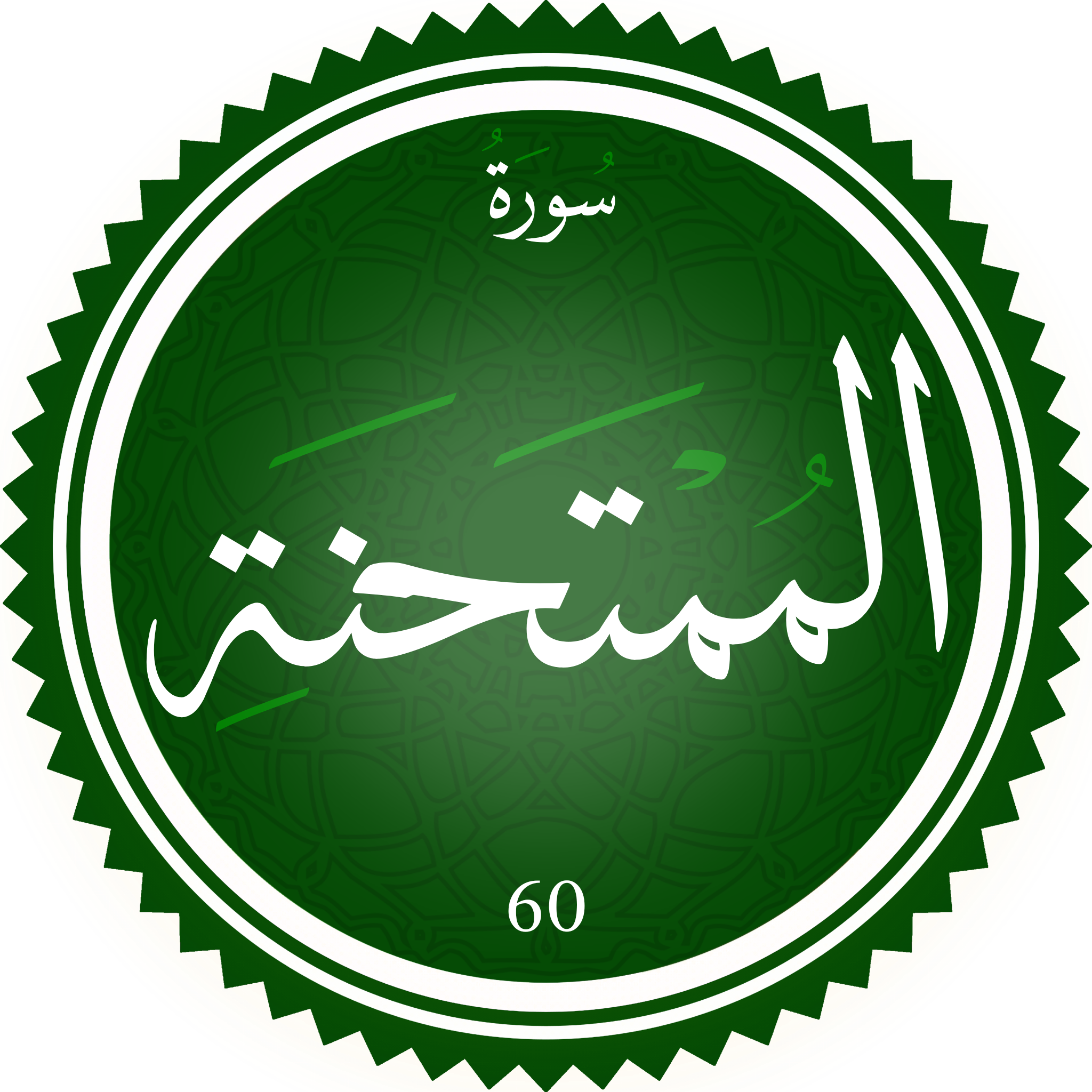
Sura al-Mumtahina.

al-Mumtahina eller al-Mumtahanah (arabiska: سورة الممتحنة) ("Den [hon] som skall förhöras") är den sextionde suran i Koranen med 13 verser (ayah). Den uppenbarades för Muhammed i Medina.